# Slug (pesma)
Slug je pesma Passengersa, bočni projekat rock grupe U2 i muzičara Brijana Ina. To je druga pesma u jedinom izdanju albuma Original Soundtracks iz 1995. godine. Prvobitna pesma je originalno nazvana "Seibu" i umalo je ostala bez albuma pre nego što je otkrivena kasnije tokom sesija snimanja. Iako je Ino napravio većinu kreativnih odluka tokom snimanja, "Slug" je bio jedna od retkih staza koju su članovi grupe U2 pokušali sami da izrađuju.
Tekstualno je portret napuštene duše za vreme proslave. Dok su Passengersi pisali pesme za muzičke spotove, pokušali su da naprave vizuelni predlog muzike koja je bila važnija od same priče u tekstu. U "Slugu", instrumenti imaju za cilj da predstavljaju svetla koja se uključuju u grad noću. Grupa je prvenstveno navela inspiraciju za pesmu iz njihovih iskustava u Tokiju nakon završetka Zoo TV Tour. "Slug" je pohvaljena kao jedna od najboljih pesama na albumu od strane kritičara iz različitih publikacija.

## Pozadina i snimanje
U2 i muzičar Brijan Ino nameravali su snimiti muziku za film "The Pillow Book", Petera Greenavaija iz 1996. Iako se plan nije ostvario, Ino je predložio da nastavi snimanje muzike koja odgovara filmovima, kao što je i uradio i pritom izbacio sa seriju albuma Music for Films. Rezultat je bio Original Soundtracks 1, album ambijentalne i elektronske muzike, kreiran kao bočni projekat između U2 i Ina pod pseudonimom "Putnici".Vokalista Bono osećao je da je vizuelni predlog muzike važniji od priče koju prišaju tekstovi, tako da je bend pokušao napraviti vizuelnu muziku prilikom snimanja, nastavljajući trend koji je počeo sa svojom 1993. pesmom "Zooropa(song)". U2 je proveo vreme u Šindžukuu, Tokiju, na kraju Zoo TV turneje 1993. godine, a njihovo iskustvo u gradu uticalo je na sesije snimanja. Živopisne boje uličnih znakova i bilborda podsećaju na set 1982 naučno-fantastičnog filma Blade Runner. Bono je rekao da su Original Soundtracks 1 izazvali postavku "metka u Tokiju".
Sesije snimanja za Original Soundtracks 1 počele su sa dvonedjeljnom sesijom u novembru 1994. u Vestside studiju u Londonu, a nastavile za još pet nedelja sredinom 1995. godine u Hanover Kuaiu u Dablinu. "Slug" je originalno nazvana "Seibu", po japanskoj robnoj kući istog imena. Pesma je napisana kako bi se napravio vizuelni prikaz svetla koja se uključuju u sumrak u gradu kao što je Tokio, počevši od "tinkling" koje podsećaju na Božićna svetla i postepeno rastući i padajući sintetizatorski ritam u celoj pesmi.Posle snimanja "Seibu", bend ju je ostavio u stranu, a komad je zaboravljen prilikom napredovanja. Skoro da je ostao bez albuma, dok je gitarista The Edge  nije opet otkrio dok je pregledavao odbačene pesme sa snimanja. Prepoznajući potencijal pesme, The Edge je opet prikazao "Seibu" Inu, a početkom juna 1995. godine, ino je naveo "Seibu" kao kasniji unos koji će biti razmatran za album.
Kao producent, Ino je imao veći deo umetničke kontrole tokom sesija, ograničavajući kreativno ulaganje u grupu U2 prilikom snimanja, što je dovelo do toga da Edge obezbedi dodatni rad prilikom uređivanja pesme. Rekao je da zajedno uz "Miss Sarajevo" i "Your Blue Room", "Seibu" bila jedna od samo tri pesme iz albuma u kojem je U2 "zaista iskopao njihove štitove više radio i pokušao da obradi" Do početka jula 1995. bend je preimenovao pesmu "Seibu / Slug", a Ino je napomenuo da je komad počeo da zvuči bolje i opisao ga kao "divnu pesmu". Tokom finalnog uređivanja pesme, Ino se ljutio na U2 jer su izgledali nefokusirani i osećao se da je sam u svom poslu. Bono je odlučio da potpuno dekonstruiše mešavinu pesme. Ino nije prvo na početku odobrio, ali je bio zadovoljan nakon što je saslušao promene. Uređivanje pesme finalizirano je 10. jula, a The Edge je kasnije rekao da je osetio svoje napore i dodatni rad u pesmi i nagovestio ih kao"isplativim". Izdata je sa naslovom "Slug". novembra 1995. godine, kao druga pesma u albumu Original Soundtracks 1, od 14 pesama u albumu.

## Kompozicija i tekst
"Slug " traje 4 minuta, 41 sekundi i sadrži sintisajzni ritam i gitare uz vokalsku pratnju koju je izveo Bono.Jon Pareles iz New York Times-a je opisao zvuk pesme kao mešavinu "blještavih odjekovanih gitara sa močvarnim elektronskim ritmovima".Tekstovi pevaju u obliku nabrajanja, i sastoje se od 19 redova, od kojih većina počinje rečima "Ne želim"; naslov pesme je uključen u tekstove "Ne želim biti slug". Red "Ne želim ono što zaslužujem" napisao je Bono sa osećajem "ironičnog, samopomoćnog humora". Krajnji rezultat je prikaz proslave usmerene na misli o pustoj duši, kao što se odražava u završnom stihu "Ne želim promeniti okvir / Ne želim da dosađujem / Ne želim da ostanem isti ", sa poteškoćama u vezi sa razlikama između ljubavi i vere. 
Tekstovi su napisani za pet minuta i izvedeni su iz iskustva U2 u Šindžukuu. Bono je uporedio tekst sa onima iz 1991. godine pesme "Pokušavam da ti bacim ruke širom sveta", jer obojica prikazuju noćni život grada. Tekstovi su takođe inspirisani prisustvom jakuze u Šindžukuu; grupa je članove bande videla sa amputiranim prstima kao kaznu zbog svog lošeg ponašanja, koju je Bono opisao kao "vrlo, vrlo nadrealno" iskustvo. Rekao je da je "Slug" sprečio štetne greške, navodeći da "se svi igramo sa stvarima s kojim ne bi trebalo da se igramo".

## Odziv
"Slug" je dobila pozitivne povratne informacije od kritičara i bila je pohvaljena kao jedna od najboljih numera iz albuma. Ubrzo nakon objavljivanja,Toni Flečer je napisao u Newsweek-u da je to jedna od "nagrađivanih pesama" albuma i da Bonov vokal prikazuje "istinsku nežnost". Orange Counti režiser je naveo "Slug" kao jednu od najboljih pesama u albumu, opisujući ga kao "sanjalačku" pesmu , i The Age i The Dominion su izjavili da ova pesma sadrži Bonov najbolji vokal. Džim DeRogatisiz Rolling Stone-a opisao je "Slug" kao jednu od najzanimljivijih numera u albumu.

## Članovi
Passengers
- Bono - vokalista
- The Edge - gitarista
- Adam Clayton - bas gitarista
- Larry Mullen, Jr. - bubnjar, udarni instrument
- Brian Eno - sintisajzer

Tehničko osoblje
- Brian Eno - miksovanje, sekvence
- Danton Supple - audio inženjerstvo
- Rob Kirwan - audio inženjerstvo (asistent)

## Literatura
- McKay, Alastair (April 2009). "Passengers:The Album". Uncut Ultimate Music Guide.